# Атырауская область
Атыра́уская о́бласть (каз. Атырау облысы / Atyrau oblysy; до февраля 1992 года Гу́рьевская о́бласть) — область на западной части Казахстана. Административный центр — город Атырау.
Атырауская область граничит с Западно-Казахстанской областью, Мангистауской областью, Актюбинской областью и Астраханской областью Российской Федерации.
Образована 15 января 1938 года.

## География
Область расположена на Прикаспийской низменности, к северу и востоку от Каспийского моря между низовьями Волги на северо-западе и плато Устюрт на юго-востоке.
Поверхность равнинная, имеются небольшие горы на севере.
Климат резко континентальный, крайне засушливый, с жарким летом и умеренно холодной зимой.
Каспийское море в прилегающей к области части имеет глубины менее 50 м. Береговая линия почти не изрезана, встречаются небольшие песчаные косы и прибрежные острова.
Вдоль северного побережья Каспийского моря тянется нередко заболоченная тростниковая полоса, в поймах Урала и Эмбы — небольшие древесно-кустарниковые заросли (тугаи). Лесами и кустарниками занято менее 1 % территории области. Сохранилось много диких животных — хищники (волк, лисица-корсак), грызуны (суслики, тушканчики, зайцы — русак и толай), копытных (кабан, сайгак) и птицы (дрофа, стрепет, степной орёл).
Атырауская область граничит на западе с Астраханской областью России, на севере и на северо-востоке с Западно-Казахстанской областью, на востоке с Актюбинской областью (на границе Актюбинской и Атырауской областей расположен памятник архитектуры «Алып-Ана»), на юге — с Мангистауской областью и Каспийским морем.

## История
Гурьевская область была образована 15 января 1938 года. В её состав вошли Баксайский, Денгизский, Жилокосинский, Испульский, Макатский и Мангистауский районы.
В октябре 1939 года был образован Новобогатинский район.
В 1941 году был образован Форт-Шевченковский район.
11 мая 1944 года был образован Кзылкугинский район.
30 октября 1957 года был образован Гурьевский район. Упразднён Новобогатинский район.
2 января 1963 года Испульский и Баксайский районы объединены в Махамбетский промышленный район.
10 января 1963 года был образован Балыкшинский промышленный район. Макатский и Жилокосинский районы были объединены в Эмбинский промышленный район.
3 ноября 1963 года Балыкшинский промышленный район был упразднён.
30 октября 1964 были упразднены Махамбетский и Эмбинский промышленные районы, и были образованы Индерский и Эмбинский районы.
В январе 1966 года были образованы Макатский и Узеньский районы.
В феврале 1977 года был вновь образован Новобогатинский район.
В марте 1973 года Мангистауский и Узеньский районы и города Шевченко и Форт-Шевченко были переданы в новую Мангышлакскую область. В составе Гурьевской области осталось 7 районов — Балыкшинский, Денгизский, Кзылкугинский, Макатский, Индерский, Эмбинский, Махамбетский районы и город Гурьев.
В 1988 году к Гурьевской области была присоединена Мангышлакская область. Были упразднены Балыкшинский, Новобогатинский и Макатский районы.
В августе 1990 года Балыкшинский и Макатский районы были восстановлены, а Новобогатинский район восстановлен под названием Исатайский район.
4 ноября 1990 года из состава Гурьевской области была вновь выделена Мангышлакская область.
В феврале 1992 года Гурьевская область была переименован в Атыраускую, а город Гурьев — в Атырау.
21 мая 1995 года был упразднён Балыкшинский район.

## Административное деление

Административное деление

Атырауская область делится на 7 районов и 1 город областного подчинения:
1. Жылыойский район — Кульсары
2. Индерский район — Индерборский
3. Исатайский район — Аккистау
4. Кзылкогинский район — Миялы
5. Курмангазинский район — Курмангазы
6. Макатский район — Макат
7. Махамбетский район — Махамбет
8. город Атырау

Всего: 2 города (Атырау — город областного подчинения, Кульсары — город районного подчинения), 4 посёлка (Индерборский, Макат, Доссор, Жана Каратон) и 64 сельских округа.

## Население
| Численность населения Атырауской области | Численность населения Атырауской области | Численность населения Атырауской области | Численность населения Атырауской области | Численность населения Атырауской области | Численность населения Атырауской области | Численность населения Атырауской области | Численность населения Атырауской области | Численность населения Атырауской области |
| 1970                                     | 1979                                     | 1989                                     | 14.02.1999                               | 2003                                     | 2004                                     | 2005                                     | 2006                                     | 2007                                     |
| ---------------------------------------- | ---------------------------------------- | ---------------------------------------- | ---------------------------------------- | ---------------------------------------- | ---------------------------------------- | ---------------------------------------- | ---------------------------------------- | ---------------------------------------- |
| 343 166                                  | ↗369 996                                 | ↗432 287                                 | ↗440 286                                 | ↗451 928                                 | ↗457 215                                 | ↗463 466                                 | ↗472 384                                 | ↗480 687                                 |
| 2008                                     | 2009                                     | 2010                                     | 2011                                     | 2012                                     | 2013                                     | 2014                                     | 2015                                     | 2016                                     |
| ↗490 369                                 | ↗509 123                                 | ↗520 982                                 | ↗532 020                                 | ↗542 987                                 | ↗555 198                                 | ↗567 861                                 | ↗581 473                                 | ↗594 562                                 |
| 2017                                     | 2018                                     | 2019                                     | 2020                                     | 2021                                     | 2022                                     | 2023                                     |                                          |                                          |
| ↗607 528                                 | ↗620 684                                 | ↗633 791                                 | ↗645 280                                 | ↗657 118                                 | ↗661 014                                 | ↗693 079                                 |                                          |                                          |

Этнический состав
По области

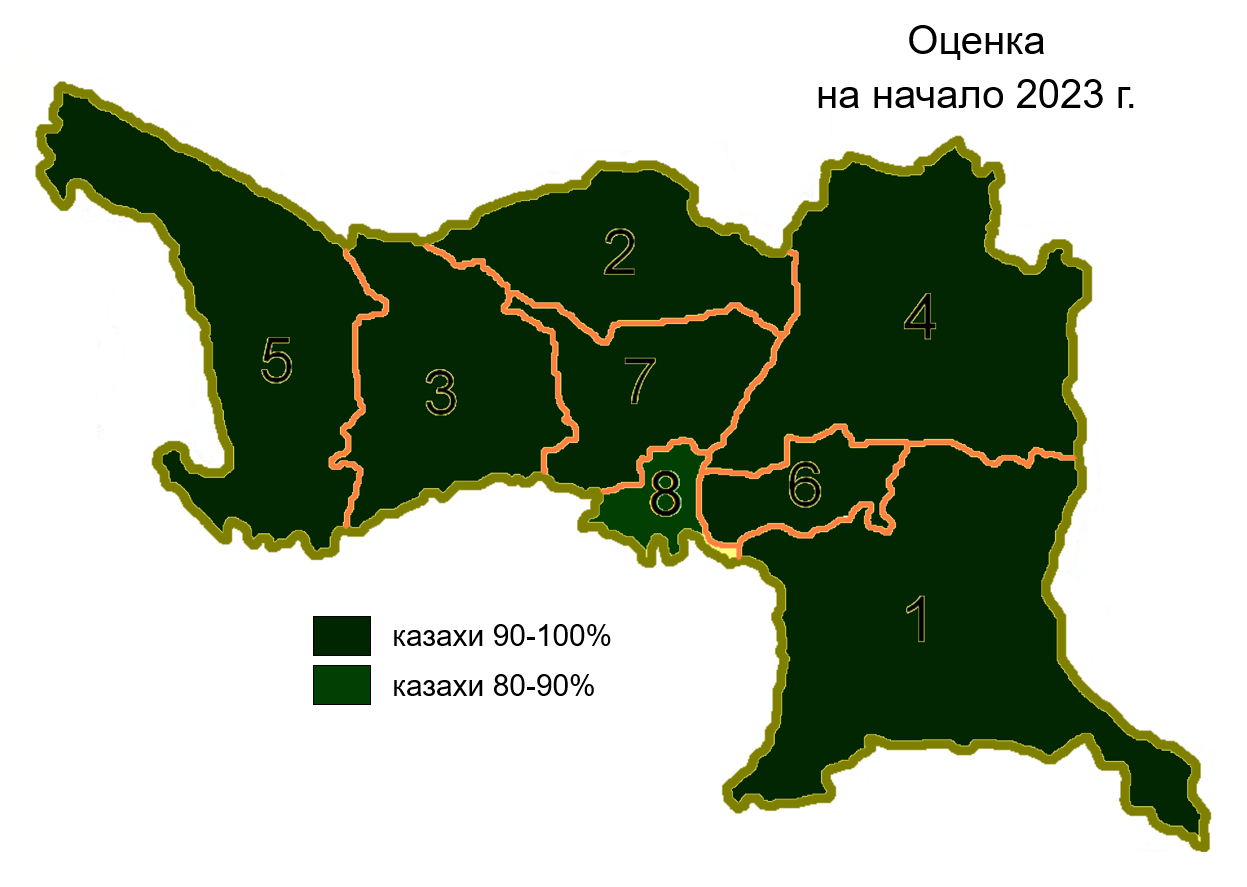
Крупнейший этнос по районам области по оценке на начало 2023 года

По последней советской переписи 1989 года Гурьевская область насчитывала 429 тыс. жит., отличаясь довольно высокой долей этнических казахов в населении (72,5 % или 311 тыс. чел.) при средней по республике доле в 39,7 %. Неказахское население области составляло 27,5 % или 118 тыс. человек. Крупнейшим народом области после казахов традиционно являлись русские 64 тыс. чел. (14,9 %), общая численность остальных народов составляла 12,6 %. В самом Гурьеве доля казахов достигла 59,5 %. Таким образом, Гурьев был одним из двух областных центров республики (наряду с г. Кзыл-Орда), в котором казахи составляли большинство населения.
Девяностые годы XX века отличались быстрой сменой национального состава области. Естественный прирост казахов сохранился,
Перепись населения в Казахстане 1999 года зафиксировала 440 тыс. жителей в переименованной Атырауской области. Прирост населения по сравнению с 1989 годом составил 15 тыс. человек или +2,7 %. Область опять стала одним из немногих регионов страны, чьё население выросло за период между 1989—1999 гг.
Численность неказахов сократилась в первую очередь из-за интенсивной эмиграции, в меньшей степени из-за наличия у них естественной убыли. Для казахов был характерен миграционный прирост. В сравнении с 1989 годом число украинцев сократилось на 61,5 %, татар на 44,5 %, корейцев — на 13,3 %. Интересно, что в 1999 году 33 % русских указали, что владеют государственным языком. Это один из самых высоких показателей по Казахстану. В 2003 году область одну из первых затронула казахизация делопроизводства. В 2008—2009 годах в Атырауской области около 51 % всего документооборота выполнялось на казахском языке, около 49 % на русском.
На начало 2019 года, последние оценки, численность населения Атырауской области достигла 633 791 человека. В области проживали представители 30 национальностей. Продолжается быстрый рост численности казахов — 586 802 человека, или 92,59 %. Сокращение численности русских несколько замедлилось — 33 411 человек, или 5,27 % населения. Число казахов увеличилось с 1999 года на 49,82 %, при этом увеличилось также число корейцев на 21,92 %, рост числа узбеков составил 394,36 %.
|                      | 1939, чел. | %       | 1970, чел. | %       |
| -------------------- | ---------- | ------- | ---------- | ------- |
| всего                | 268104     | 100,00% | 499577     | 100,00% |
| Казахи               | 183409     | 68,41%  | 312078     | 62,47%  |
| Русские              | 65449      | 24,41%  | 136324     | 27,29%  |
| Корейцы              | 4309       | 1,61%   | 2988       | 0,60%   |
| Татары               | 3397       | 1,27%   | 8455       | 1,69%   |
| Узбеки               |            |         | 2996       | 0,60%   |
| Украинцы             | 6004       | 2,24%   | 13485      | 2,70%   |
| Азербайджанцы        |            |         | 1522       | 0,31%   |
| Немцы                |            |         | 2490       | 0,50%   |
| Народности Дагестана |            |         | 2305       | 0,46%   |
| Армяне               |            |         | 1833       | 0,37%   |
| Белорусы             | 931        | 0,35%   | 3182       | 0,64%   |
| другие               | 4605       | 1,72%   | 11919      | 2,39%   |

|               | 1979, чел. | %       | 1989, чел. | %       | 1999, чел. | %       | 2009, чел. | %       | 2019, чел. | %       |
| ------------- | ---------- | ------- | ---------- | ------- | ---------- | ------- | ---------- | ------- | ---------- | ------- |
| всего         | 369996     | 100,00% | 424708     | 100,00% | 440286     | 100,00% | 510377     | 100,00% | 633791     | 100,00% |
| Казахи        | 281492     | 76,08%  | 338998     | 79,82%  | 391672     | 88,96%  | 465033     | 91,12%  | 586802     | 92,59%  |
| Русские       | 67867      | 18,34%  | 63673      | 14,99%  | 38013      | 8,63%   | 33617      | 6,59%   | 33411      | 5,27%   |
| Корейцы       | 2946       | 0,80%   | 3000       | 0,71%   | 2600       | 0,59%   | 2959       | 0,58%   | 3170       | 0,50%   |
| Татары        | 4963       | 1,34%   | 4913       | 1,16%   | 2728       | 0,62%   | 2304       | 0,45%   | 2306       | 0,36%   |
| Узбеки        |            |         | 63         | 0,01%   | 319        | 0,07%   | 1103       | 0,22%   | 1577       | 0,25%   |
| Украинцы      | 3906       | 1,06%   | 3749       | 0,88%   | 1442       | 0,33%   | 815        | 0,16%   | 756        | 0,12%   |
| Греки         |            |         | 511        | 0,12%   | 246        | 0,06%   | 132        | 0,03%   | 109        | 0,02%   |
| Азербайджанцы |            |         | 49         | 0,01%   | 9          | 0,00%   | 388        | 0,08%   | 532        | 0,08%   |
| Немцы         | 1693       | 0,46%   | 1401       | 0,33%   | 687        | 0,16%   | 471        | 0,09%   | 480        | 0,08%   |
| Каракалпаки   |            |         | 6          | 0,00%   | 5          | 0,00%   | 302        | 0,06%   | 868        | 0,14%   |
| Даргинцы      |            |         | 236        | 0,06%   | 109        | 0,02%   | 258        | 0,05%   | 266        | 0,04%   |
| Армяне        |            |         | 22         | 0,01%   | 5          | 0,00%   | 310        | 0,06%   | 360        | 0,06%   |
| Болгары       |            |         | 864        | 0,20%   | 436        | 0,10%   | 257        | 0,05%   | 231        | 0,04%   |
| Белорусы      | 1127       | 0,31%   | 1066       | 0,25%   | 347        | 0,08%   | 217        | 0,04%   | 211        | 0,03%   |
| Турки         |            |         | 19         | 0,00%   | 23         | 0,01%   | 200        | 0,04%   |            |         |
| Американцы    |            |         | 0          | 0,00%   | 0          | 0,00%   | 179        | 0,04%   |            |         |
| Чеченцы       |            |         | 578        | 0,14%   | 112        | 0,03%   | 164        | 0,03%   | 170        | 0,03%   |
| Киргизы       |            |         | 109        | 0,03%   | 37         | 0,01%   | 159        | 0,03%   |            |         |
| Лакцы         |            |         | 23         | 0,01%   | 105        | 0,02%   | 137        | 0,03%   | 140        | 0,02%   |
| Грузины       |            |         | 390        | 0,09%   | 97         | 0,02%   | 85         | 0,02%   | 119        | 0,02%   |
| другие        | 6002       | 1,62%   | 5038       | 1,19%   | 1294       | 0,29%   | 1287       | 0,25%   | 2283       | 0,36%   |

По районам
|   |                       | Всего  | Ка- за- хи | %       | Рус- ские | %       | Ко- рей- цы | %      | Та- та- ры | %      | Уз- бе- ки | %      | Ук- раин- цы | %      | Азер- байд- жан- цы | %      | Нем- цы | %      | Кара- калпа- ки | %      |
| - | --------------------- | ------ | ---------- | ------- | --------- | ------- | ----------- | ------ | ---------- | ------ | ---------- | ------ | ------------ | ------ | ------------------- | ------ | ------- | ------ | --------------- | ------ |
|   | ОБЛАСТЬ               | 510377 | 465033     | 91,12 % | 33617     | 6,59 %  | 2959        | 0,58 % | 2304       | 0,45 % | 1103       | 0,22 % | 815          | 0,16 % | 388                 | 0,08 % | 471     | 0,09 % | 302             | 0,06 % |
| 1 | Жылыойский район      | 70156  | 68797      | 98,06 % | 756       | 1,08 %  | 47          | 0,07 % | 214        | 0,31 % | 75         | 0,11 % | 28           | 0,04 % | 26                  | 0,04 % | 17      | 0,02 % | 28              | 0,04 % |
| 2 | Индерский район       | 30582  | 29350      | 95,97 % | 1028      | 3,36 %  | 4           | 0,01 % | 84         | 0,27 % | 45         | 0,15 % | 7            | 0,02 % | 0                   | 0,00 % | 15      | 0,05 % | 1               | 0,00 % |
| 3 | Исатайский район      | 24643  | 24585      | 99,76 % | 24        | 0,10 %  | 1           | 0,00 % | 2          | 0,01 % | 3          | 0,01 % | 6            | 0,02 % | 0                   | 0,00 % | 0       | 0,00 % | 6               | 0,02 % |
| 4 | Кзылкогинский район   | 30488  | 30455      | 99,89 % | 17        | 0,06 %  | 0           | 0,00 % | 3          | 0,01 % | 3          | 0,01 % | 2            | 0,01 % | 0                   | 0,00 % | 1       | 0,00 % | 0               | 0,00 % |
| 5 | Курмангазинский район | 55502  | 54040      | 97,37 % | 1366      | 2,46 %  | 34          | 0,06 % | 21         | 0,04 % | 0          | 0,00 % | 9            | 0,02 % | 5                   | 0,01 % | 4       | 0,01 % | 5               | 0,01 % |
| 6 | Макатский район       | 29269  | 28508      | 97,40 % | 484       | 1,65 %  | 5           | 0,02 % | 41         | 0,14 % | 74         | 0,25 % | 15           | 0,05 % | 4                   | 0,01 % | 12      | 0,04 % | 29              | 0,10 % |
| 7 | Махамбетский район    | 29167  | 28230      | 96,79 % | 616       | 2,11 %  | 121         | 0,41 % | 46         | 0,16 % | 34         | 0,12 % | 16           | 0,05 % | 2                   | 0,01 % | 28      | 0,10 % | 2               | 0,01 % |
| 8 | город Атырау          | 240570 | 201068     | 83,58 % | 29326     | 12,19 % | 2747        | 1,14 % | 1893       | 0,79 % | 869        | 0,36 % | 732          | 0,30 % | 351                 | 0,15 % | 394     | 0,16 % | 231             | 0,10 % |

|   |                       | Всего  | Ка- за- хи | %       | Рус- ские | %      | Ко- рей- цы | %      | Та- та- ры | %      | Уз- бе- ки | %      | Ук- раин- цы | %      | Азер- байд- жан- цы | %      | Нем- цы | %      | Кара- калпа- ки | %      |
| - | --------------------- | ------ | ---------- | ------- | --------- | ------ | ----------- | ------ | ---------- | ------ | ---------- | ------ | ------------ | ------ | ------------------- | ------ | ------- | ------ | --------------- | ------ |
|   | ОБЛАСТЬ               | 633791 | 586802     | 92,59 % | 33411     | 5,27 % | 3170        | 0,50 % | 2306       | 0,36 % | 1577       | 0,25 % | 756          | 0,12 % | 532                 | 0,08 % | 480     | 0,08 % | 868             | 0,14 % |
| 1 | Жылыойский район      | 82962  | 81616      | 98,38 % | 641       | 0,77 % | 46          | 0,06 % | 189        | 0,23 % | 150        | 0,18 % | 1            | 0,00 % | 32                  | 0,04 % | 13      | 0,02 % | 131             | 0,16 % |
| 2 | Индерский район       | 32145  | 31010      | 96,47 % | 920       | 2,86 % | 2           | 0,01 % | 82         | 0,26 % | 50         | 0,16 % | 1            | 0,00 % | 0                   | 0,00 % | 13      | 0,04 % | 15              | 0,05 % |
| 3 | Исатайский район      | 26728  | 26652      | 99,72 % | 22        | 0,08 % | 2           | 0,01 % | 3          | 0,01 % | 8          | 0,03 % | 6            | 0,02 % | 0                   | 0,00 % | 0       | 0,00 % | 14              | 0,05 % |
| 4 | Кзылкогинский район   | 30589  | 30553      | 99,88 % | 10        | 0,03 % | 0           | 0,00 % | 2          | 0,01 % | 9          | 0,03 % | 0            | 0,00 % | 0                   | 0,00 % | 1       | 0,00 % | 6               | 0,02 % |
| 5 | Курмангазинский район | 57340  | 56085      | 97,81 % | 1145      | 2,00 % | 28          | 0,05 % | 28         | 0,05 % | 5          | 0,01 % | 4            | 0,01 % | 4                   | 0,01 % | 4       | 0,01 % | 9               | 0,02 % |
| 6 | Макатский район       | 30377  | 29698      | 97,76 % | 433       | 1,43 % | 4           | 0,01 % | 27         | 0,09 % | 81         | 0,27 % | 2            | 0,01 % | 1                   | 0,00 % | 4       | 0,01 % | 42              | 0,14 % |
| 7 | Махамбетский район    | 34811  | 33881      | 97,33 % | 603       | 1,73 % | 114         | 0,33 % | 43         | 0,12 % | 49         | 0,14 % | 11           | 0,03 % | 0                   | 0,00 % | 28      | 0,08 % | 11              | 0,03 % |
| 8 | город Атырау          | 338839 | 297307     | 87,74 % | 29637     | 8,75 % | 2974        | 0,88 % | 1932       | 0,57 % | 1225       | 0,36 % | 731          | 0,22 % | 495                 | 0,15 % | 417     | 0,12 % | 640             | 0,19 % |

## Флора
Практически во всех районах области преобладают полынь, пырейник, ежовник солончаковый, перекати-поле, пырей, мятлик. Весной в низинах встречается триостренница, кохия, сарсазан, прибрежница и другие.
В прибрежных болотах распространены тростники и камыши. В восточной части произрастает мортук, лютик, перекати-поле, триостренница, гребенщик, джузгун.
Также на территории области встречаются лекарственные, технические растения. Их общее количество превышает 50. Из лекарственных трав на территории области встречаются гармала, ива козья, хвощ, кумарчик и др.
Кроме них встречаются верблюжья колючка, лебеда, репешок, молочай, вьюнок и др. Из ядовитых трав встречаются софора, белена. Всего в Атырауской области насчитывается 945 видов растений.
Исчезающие виды растений области, занесённые в Красную книгу Казахстана — кувшинка белая, молочай, марена меловая, марена красильная, смолёвка меловая, альдрованда, люцерна комарова, боярышник сомнительный, гладолус, рогульник плавающий, живокость и др.

## Фауна
Атырауская область насчитывает около 500 видов позвоночных и тысячи видов беспозвоночных. Птицы в регионе разнообразны и широко распространены. Одно из основных мест их обитания — вода и её берега. Всего насчитывается около 280 видов птиц. Среди них распространены пеликаны, аисты, гуси, утки, чайки, журавлиные, дрофы, голуби и воробьиные.
В реках и озёрах области водится множество видов рыб. Из промысловых видов рыб встречаются белуга, севрюга, осётр а также обитают щука, сазан, сом, кильки, вобла и др. В целом в Атырауской области Каспийского моря насчитывается более 122 видов ценных рыб.
Распространено около 50 видов земноводных и пресмыкающихся, 27 видов грызунов. В Атырауской области обитает 55 видов животных, в том числе 12 видов хищников. Самые распространённые из них волки, лисы, корсаки, кабаны и оленьи.

## Экономика
Основу экономики региона составляет нефтедобыча. В области находятся такие нефтяные месторождения как Тенгиз, Даулеталы, Жана-Макат, Боркилдакты, Восточно-Тегенское.
Крупнейшими предприятиями Атырауской области являются:
- ТОО «Тенгизшевройл» — производство сырой нефти, сжиженного углеводородного газа (СУГ), серы и осушенного газа[12];
- Производственный филиал «ЭмбаМунайГаз» АО Разведка Добыча «КазМунайГаз».
- Атырауский нефтеперерабатывающий завод;
- НКОК (North Caspian Operating Company).
- «Kazakhstan Petrochemical Industries Inc.» (Казахстан Петрокемикал Индастриз Инк.)» — интегрированный газохимический комплекса (завод полипропилена)[13].

По состоянию на 2020 г., уровень газификации в Атырауской области составляет 99,6 %.
Туризм
- Плато Аккегершин — меловые отложения.
- Возвышенность Бесшокы — живописная возвышенность.
- Индерские горы.
- Озеро Индер — солёное озеро с целебными свойствами.
- Древнее городище Сарайшык.

## Акимы
1. Тугельбаев, Сагат Кашкенович (февраль 1992 года — октябрь 1994 года)
2. Чердабаев, Равиль Тажигариевич (1994—1999)
3. Тасмагамбетов, Имангали Нургалиевич (1999 год — декабрь 2000 года)
4. Даукеев, Серикбек Жусупбекович (декабрь 2000 — апрель 2002)
5. Мусин, Аслан Еспулаевич (3 апреля 2002 года — 6 октября 2006 года)
6. Рыскалиев, Бергей Саулебаевич (октябрь 2006 — август 2012)
7. Измухамбетов, Бактыкожа Салахатдинович (август 2012 — 26 март 2016)
8. Ногаев, Нурлан Аскарович (с 26 марта 2016)
9. Досмухамбетов, Махамбет Джолдасгалиевич[15] (18 декабря 2019 года — 7 апреля 2022 года)[16]
10. Шапкенов, Серик Жамбулович (с 7 апреля 2022 года)[17]

См. также:
- Гурьевский областной комитет КП Казахстана,
- Председатели Гурьевского облисполкома

## Транспорт
Большое влияние на развитие транспортной системы Атырауской области оказало ее соседство с экономическими районами Урала и Поволжья и выгодное географическое положение на пути транзитно-экономических отношений с республиками Средней Азии. В настоящее время в Атырауской области развиты все виды транспорта.

### Железнодорожный транспорт
Первая узкоколейная железная дорога протяженностью 92 км была построена в Атырауской области в 1925-26 годах. Он был построен между Гурьевым и Доссором. Железная дорога Кандыагаш-Гурьев протяженностью 517 километров была пущена в 1938 году и сдана в эксплуатацию в годы Великой Отечественной войны. В 1966 году была введена в эксплуатацию железная дорога Макат-Мангистау протяженностью 700 километров. В 1970 году была запущена 333-километровая железная дорога Атырау-Астрахань, а в 1989 году — железная дорога Макат-Индер.

### Воздушный транспорт
Авиакомпания Атырауской области начала свое развитие на маршруте Баку-Астрахань-Гурьев-Эмба, открытом в 1931 году. В 1935 году были открыты рейсы Актобе-Гурьев и Уральск-Гурьев. В феврале 1940 года в Гурьеве был создан 244-й авиационный отряд казахстанского управления. Авиационный парк состоял в основном из моделей ПО-2. Сегодня устаревшие самолеты заменены новыми современными лайнерами. Оснащен новым оборудованием аэропорт, увеличены новые взлетно-посадочные полосы и построен аэровокзальный комплекс.

### Автомобильный транспорт
Протяженность автомобильных дорог общего пользования составляет 2752 км. Из них 900 км республиканского значения, 1762 км дорог общего пользования. Протяженность автодороги Атырау-Актау на территории области составляет 270 км. Имеется автомобильная дорога Атырау-Уральск протяженностью 488 км. Начата реконструкция автодороги Атырау-Астрахань.

### Водный транспорт
Судоходство на реке Урал было организовано в 1925 году. С 1927 года осуществлялась перевозка грузов через реку Урал между Атырау-Уральском. В 1964 году был создан Гурьевский речной порт, оснащение которого началось с грузоподъемной техники, флот пополнился теплоходами, буксирами. В 1982 году речной порт был реконструирован и механизирован. Здесь были проложены три подъемных крана и проложена железная дорога. С 1999 года начаты работы по расчистке и разработке канала Урало-Каспийского моря.

### Трубопроводный транспорт
В 1934 году был построен нефтепровод Каспий-Орск протяженностью 830 километров. По территории Атырауской области проходят транзитные нефтегазопроводы межгосударственного значения. Это Газопровод Центральная Азия — Центр, протяженностью 1500 километров, Нефтепровод Узень — Атырау — Самара, построенный в 1968-70 годах. Протяженность нефтепровода Тенгиз-Атырау-Грозный, построенного в 1989 году, составляет 678 км.
Для вывода казахстанской нефти на мировой рынок в 2001 году запущен нефтепровод Тенгиз-Новороссийск с пропускной способностью 67 млн.т. нефти в год, протяженностью 1580 км.
Протяженность газопровода в области составляет 3058 км, пропускная способность — 40,8 мллрд. кубометров в год.

## Достопримечательности
- На юго-восточной границе области, в районе песков Сам расположен мавзолей Артыка — памятник казахского культово-погребального зодчества XIX века. Богатый орнамент мавзолея выполнен в технике, применявшейся ещё в XII веке при строительстве знаменитого мавзолея Айша-биби.
- На территории области обнаружены Атырауские археологические памятники.
- Вблизи одноимённой железнодорожной станции расположен археологический памятник эпох неолита и энеолита — Бекбике.
- Сарайчик.